# Yun Sun-suk
Yun Sun-suk (* 28. Mai 1972) ist eine südkoreanische Marathonläuferin.
1999 gewann sie zum ersten Mal den Chuncheon-Marathon, weitere Siege bei diesem Rennen folgten 2000, 2002, 2003, 2005 und 2006.
2001 siegte sie beim Seoul International Marathon und kam bei den Leichtathletik-Weltmeisterschaften in Edmonton auf den 16. Platz. 2004 wurde sie Sechste beim Seoul International Marathon.
2007 und 2008 gewann sie den Gyeongju International Marathon und 2009 wurde sie Zweite beim Daegu-Marathon und belegte bei den Leichtathletik-Weltmeisterschaften in Berlin den 39. Platz.

## Persönliche Bestzeiten
- Halbmarathon: 1:12:43 h, 22. Oktober 2009, Daejeon
- Marathon: 2:31:21 h, 19. Oktober 2008, Gyeongju